# Кому-то там наверху я нравлюсь
«Кому-то там наверху я нравлюсь» (иер. трад. 浪漫風暴, упр. 浪漫风暴, кант.-рус.: Ланг ман фэн бао, англ. Somebody Up There Likes Me) — гонконгская драма 1996 года режиссёра Патрик Люна. Главные роли в фильме исполнили Аарон Квок, Карман Ли и Саммо Хун.
Картина получила две номинации на 16-й Гонконгской кинопремии.

## Сюжет
Молодой человек Кен Вонг (Аарон Квок) выходит из тюрьмы. Он не может найти себе места в жизни. Но всё меняется, когда он встречает студентку своего отца Глорию. Кен влюбляется в неё, девушка отвечает на его чувства, но хочет встречаться с тем, кто чего-то добился в жизни и знает, что хочет. В пример ему она ставит своего брата Рокки, который сумел порвать с криминальным прошлым и стать чемпионом Гонконга по кикбоксингу. Недолго думая, Кен начинает заниматься у известного тренера Блэк Джека Хунга (Саммо Хун), проявляя упорство и недюжинные боксерские способности. Чтобы окончательно завоевать сердце Глории, молодой человек вызывает на поединок её брата.

## В ролях
- Аарон Квок — Кен Вонг
- Карман Ли[англ.] — Глория Чан
- Саммо Хун — Блэк Джек Хунг
- Майкл Тонг[англ.] — Рокки Чан
- Хилари Цуй — Пэм
- Мэй Лоу — мать Кена
- Савада Кения[англ.] — Ямада Мойоказу
- Джун Кунимура[англ.] — менеджер Ямады
- Винсент Кок — зритель
- Клифтон Ко — отчаянный человека
- Энн Хёй — учительница
- Лоуренс А Мон[англ.] — доктор
- Бонни Вонг — Глория
- Перри Чиу — сестра Кена
- Чан Так-хинг — Биг Бэдден
- Кен Лок — Панг
- Фрут Чан[англ.] — полицейский
- Алан Мак[англ.] — полицейский
- Бенни Лам — По
- Ли Ман-пью — бывший учитель Кена
- Уинстон Йе — Кит Вонг
- Чанг Юкчуэн — Чуэн

## Награды и номинации
| Награды                     | Награды                    | Награды              | Награды   |
| Кинопремия                  | Категория                  | Лауреат / претендент | Результат |
| --------------------------- | -------------------------- | -------------------- | --------- |
| 16-я Гонконгская кинопремия | Лучший монтаж              | Дэвид Ву             | Номинация |
| 16-я Гонконгская кинопремия | Лучшая операторская работа | Артур Вон            | Номинация |